# Christian Albrecht Bluhme
Christian Albrecht Bluhme, född 27 december 1794 i Köpenhamn, Danmark, död 16 december 1866 var en dansk politiker (statsminister) och jurist. Han var far till Emil Bluhme.
Han tog 1816 kandidatexamen i juridik och fick 1820 statlig tjänst som auditör;  1824 blev han medlem av guvernementsrådet på Tranquebar i Indiska oceanen.
Han var borgmästare i Storeheddinge från 1831 och därefter i Næstved. Han hann även med att vara stiftsamtman i Ålborg och direktör för tullkammarskollegiet innan han under 1848 var handelsminister i marsministären. Därefter blev han medlem av riksförsamlingen, kabinettssekreterare 1849 och 1850-1858 direktör för Öresunds tullkammare.
Han blev utrikesminister 1851 och skötte förhandlingarna med Preussen och Österrike om Slesvigs och Holsteins ställning i förhållande till Danmark.
Han blev statsminister 1852. Under sin tid på posten utfärdade han en kungörelse om en ny helstatsförfattning, men misslyckades med att driva igenom en ny successionsordning och att tullgränsen skulle flyttas från Eider till Elbe. Han avgick som statsminister 1853 och som utrikesminister 1854, varefter han ställdes inför riksrätt där han frikändes.
Han ledde 1856-1857 en internationell konferens om att avskaffa Öresundstullen där han lyckades se till att Danmark fick ordentlig ersättning när den avskaffades.
Strax före slutet av dansk-tyska kriget 1864 blev han återigen statsminister. Han såg till att man snart fick ett vapenstillestånd och slöt en fred i vilken Slesvig, Holstein och Lauenburg blev tyska. Han försökte även genomföra en grundlagsreform, men misslyckades och avgick i november 1865.